# 動物精気
動物精気(spiritus animalis, animal spirits,les esprits animaux)とは、古代ギリシアのアリストテレスの哲学を医術に応用し医学の祖となった古代ローマのガレノス（116年-199年）による生気論にみられる概念で、生気は自然精気、生命精気、動物精気の三形態をとるとしたもののうち動物の生命現象に関しての生気。
その後の生気論では物質以外のものと想定されていた。
これに関しては長く主流説であり、17世紀の、フランスの哲学者ルネ・デカルトの『情念論』(Passions de l'âme 1649年)で松果腺からの動物精気が神経を動かし感情が生じるとした。しかし後に生物が機械であるという機械論が主流となり忘れ去られていった。